# Kopytnik pospolity

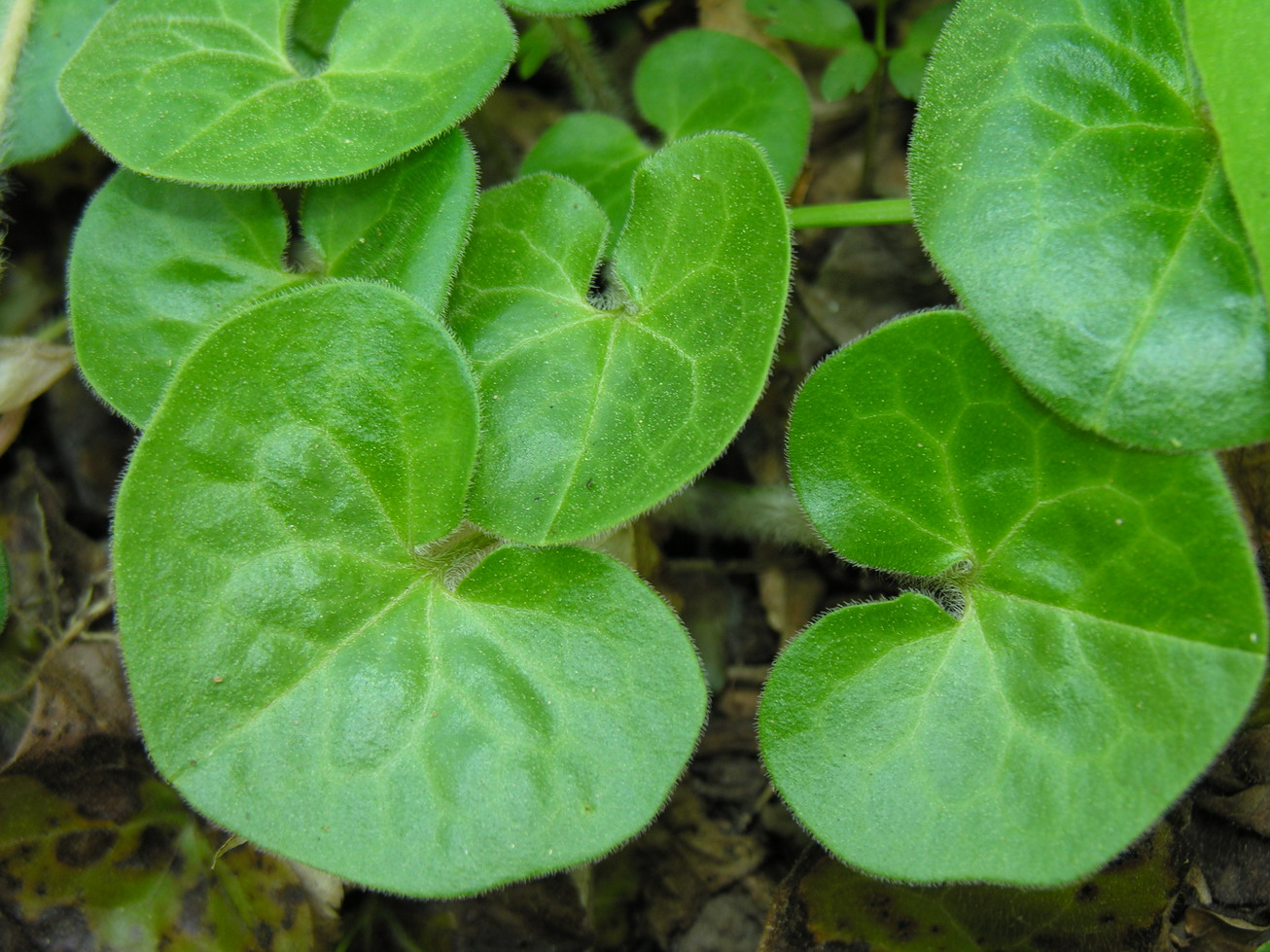
Młode liście

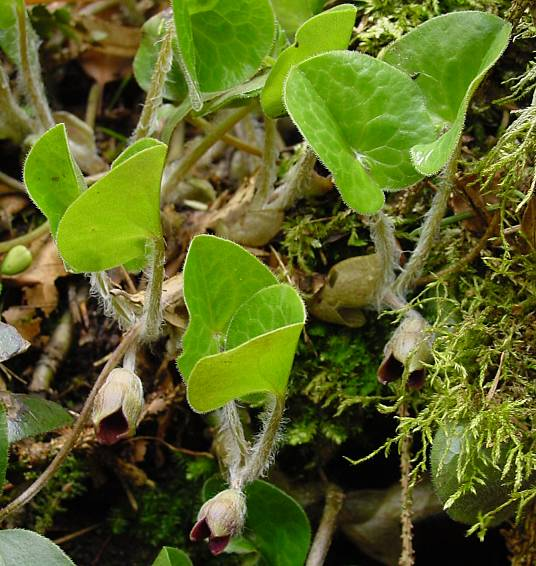
Kwitnące rośliny

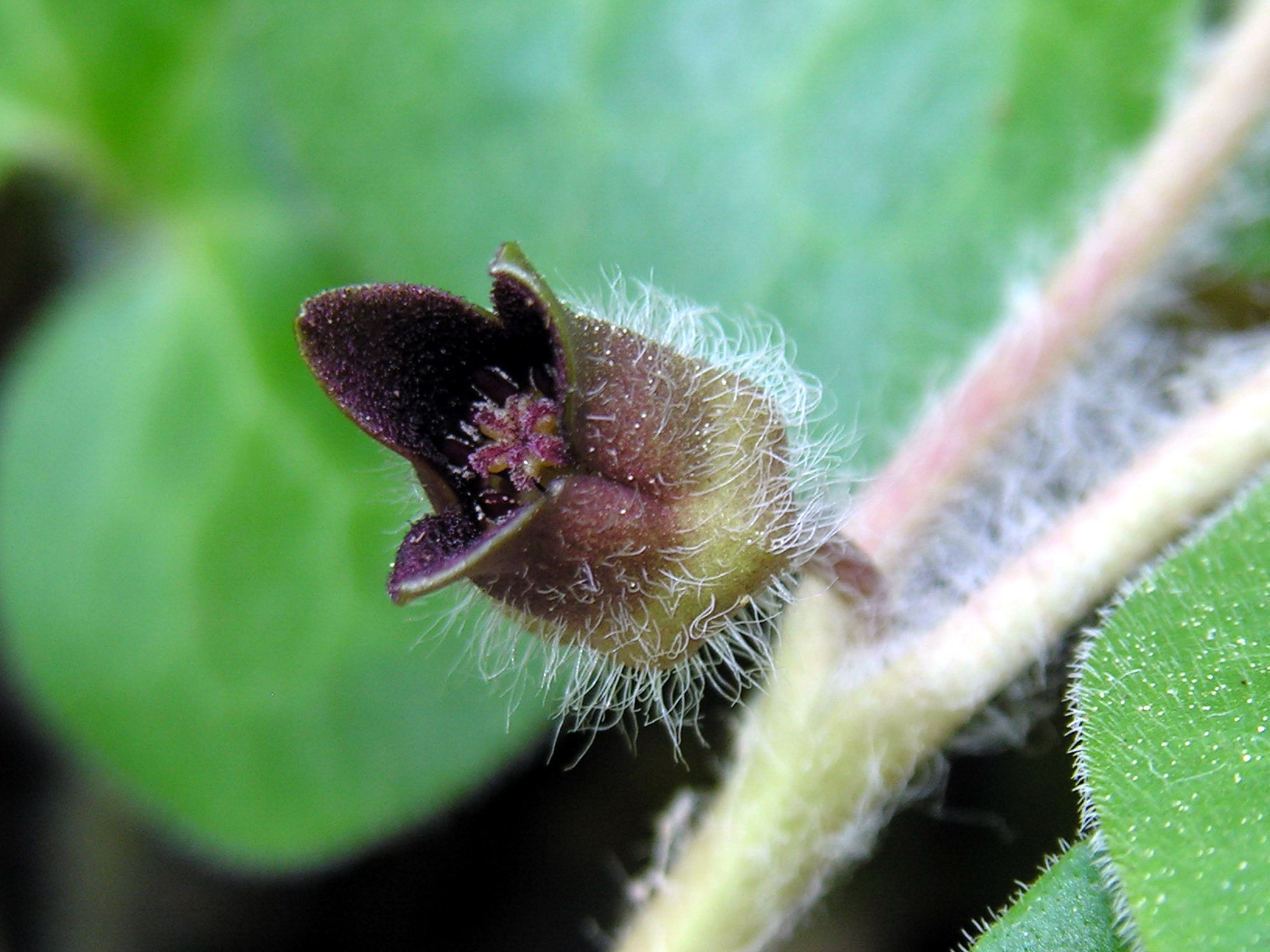
Kwiat

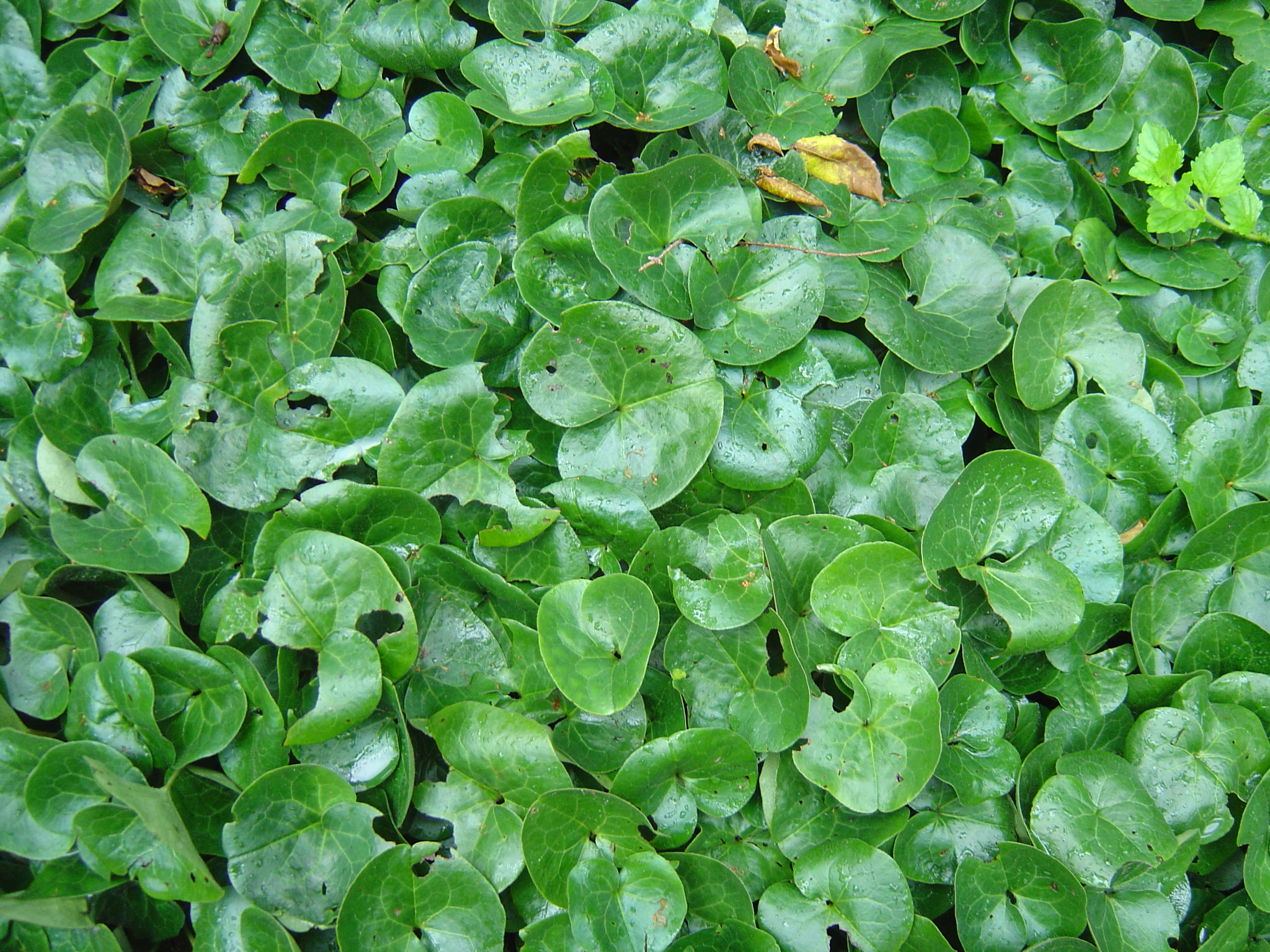
Kobierzec liści

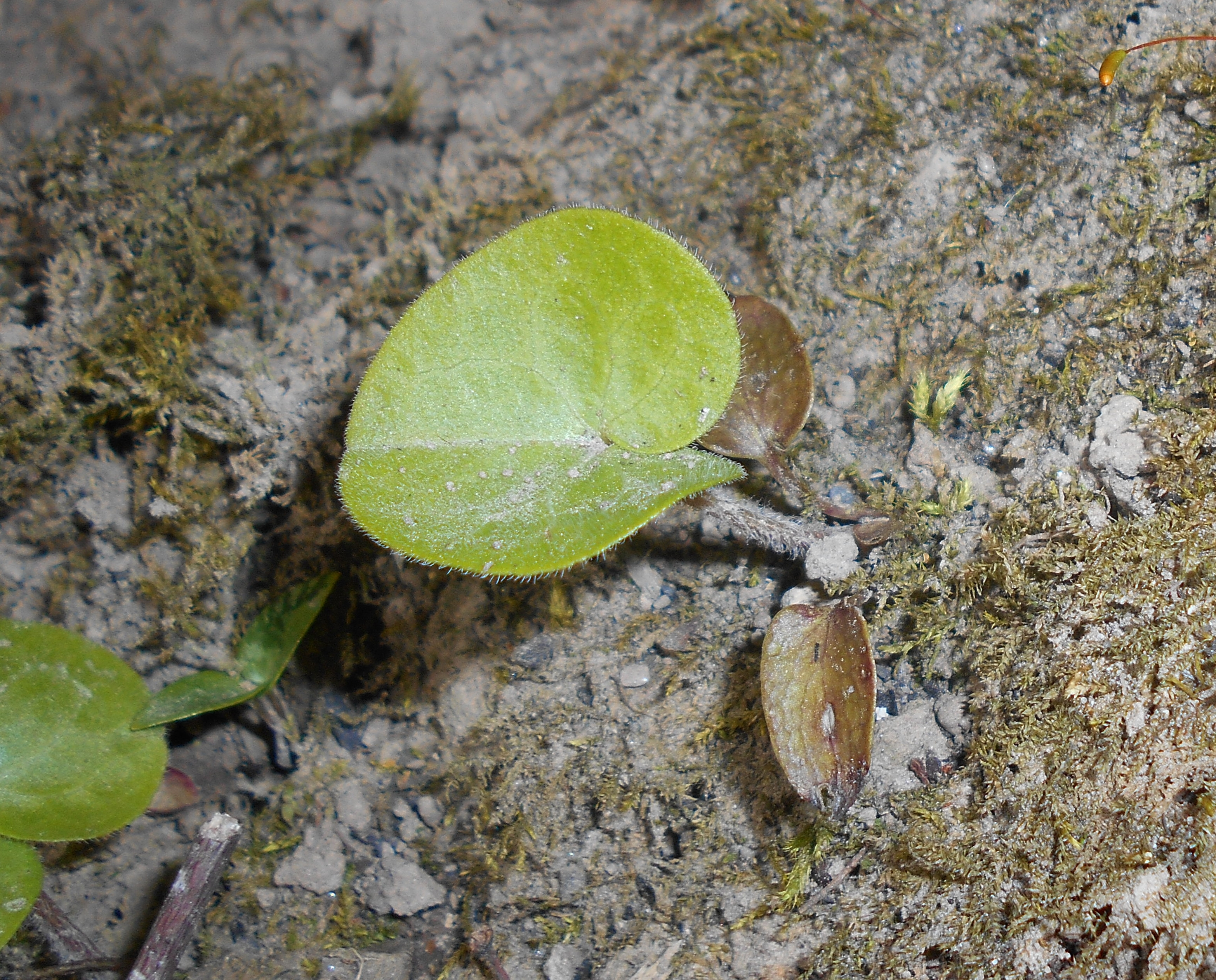
Siewka

Kopytnik pospolity (Asarum europaeum L.) – gatunek byliny należący do rodziny kokornakowatych. Jedyny europejski przedstawiciel rodzaju kopytnik (Asarum L.) i zarazem gatunek typowy rodzaju. Występuje w żyznych lasach środkowej i południowej Europy oraz na Syberii. W Polsce gatunek rodzimy, pospolity na terenie całego obszaru, z wyjątkiem jego północno-zachodniej części. Dawniej roślina lecznicza o dużym znaczeniu i szerokim zastosowaniu. Po odkryciu właściwości toksycznych jej stosowanie lecznicze zostało znacznie ograniczone. Kopytnik pospolity uprawiany jest w parkach i ogrodach jako roślina okrywowa.

## Rozmieszczenie geograficzne
Gatunek o zasięgu eurosyberyjskim. Występuje w Europie środkowej i południowej. Na zachodzie sięga do Francji, na północy granica zasięgu biegnie przez Niemcy, Polskę, dalej przez kraje nadbałtyckie, południową Finlandię i północną Rosję. Na wschodzie sięga po dolinę Wołgi, z izolowanymi stanowiskami w rejonie gór Ałtaju. Na południu granica biegnie przez północne krańce Turcji, północną Grecję i środkowe Włochy.
W Polsce gatunek rozpowszechniony na całym obszarze z wyjątkiem północnego Mazowsza, gdzie występuje w rozproszeniu, oraz północno-zachodniej części kraju. Pojedyncze stanowiska w tym rejonie mają w dodatku prawdopodobnie antropogeniczny charakter. Przebieg zwartego zasięgu naturalnego wyznacza linia Zielona Góra – Krzyż Wielkopolski – Koszalin.
Gatunek jest uprawiany poza swym zasięgiem i dziczeje w wielu miejscach. Notowany jest na stanowiskach poza zasięgiem w Wielkiej Brytanii, w Holandii, Danii, Norwegii i Szwecji. W Wielkiej Brytanii bywa także uważany za gatunek rodzimy.

## Morfologia
PokrójRoślina niska, płożąca się po ziemi, osiąga 10–15 cm wysokości. Ze względu na kłączowy wzrost kopytnik jest przykładem rośliny modułowej – każdy z osobników (genetów) tworzy rozgałęzienia wyglądające jak odrębne rośliny (ramety), które z czasem usamodzielniają się po utracie połączenia z kłączem macierzystym. Liczba ramet tworząca poszczególne osobniki zależy od ich wieku i warunków siedliskowych.
KłączePełzające po ziemi, czworokątne, skręcone, sznurowate, szare i rozgałęziające się. Wyrastają z niego krótkie łodygi oraz liczne, nitkowate korzenie. Kłącza osiągają zwykle kilkadziesiąt centymetrów długości, przy czym tempo ich rozkładu i tym samym długość zależne jest od warunków ekologicznych (w korzystnych warunkach kłącza są dłuższe).
ŁodygiKrótkie, leżące, czerwonawofioletowo nabiegłe, okrągłe na przekroju i omszone. Rozwijają się na nich po 3–4 mięsiste łuski i para (rzadko 3) liści oraz kwiat. W kącie najwyższego liścia znajduje się pączek kontynuujący wzrost w kolejnym roku.
LiściePrawie naprzeciwległe. Nerkowatego kształtu, u nasady sercowate, całobrzegie, szerokości 5–8 cm i długości 4–6 cm. Są długoogonkowe i zimozielone, z wyraźnym użyłkowaniem. Ogonki długości 5–10 cm są odstająco, miękko owłosione. Blaszka liściowa jest rzadko, przylegająco owłosiona, przy czym wierzchnia strona z czasem łysieje. Dojrzałe liście są skórzaste, ciemnozielone i błyszczące.
KwiatyPojedyncze, dzwonkowatego kształtu, mięsiste, wyrastają tuż przy ziemi, zwisając na szczytach krótkich szypułek. Ukryte są zwykle pod liśćmi i często leżą na ziemi. Z zewnątrz mają kolor zielonopurpurowy (zalążnia w dolnej części jest zielona i owłosiona), od wewnątrz są ciemnopurpurowe. Kwiaty mają 3 zrosłe u dołu listki okwiatu o długości 1–1,5 cm (na szczycie zwykle zagięte do środka) oraz 12 wolnych pręcików, ustawionych w dwóch okółkach, z nitkami wychodzącymi poza pylniki. Pręciki z okółka zewnętrznego są krótsze. Słupek gruby, o zalążni dolnej, sześciokomorowej ze znamieniem sześciodzielnym, ciemnopurpurowym.
OwoceSześciokomorowa, omszona torebka, na szczycie z pozostałościami okwiatu. Torebka nie wysycha, lecz rozpada się nieregularnie po dojrzeniu. W każdej komorze wykształcają się po 2–3 nasiona.
NasionaKształtu trójkątno-jajowatego o wymiarach: długość 3,8–4,5 mm, szerokość 1,8–2,2 mm, grubość 1,2–1,6 mm. Zaopatrzone są w mięsisty, żółtawy wyrostek (elajosom). Całe nasiono ma w stanie świeżym barwę żółtawą, starsze są szarobrązowe.
Gatunki podobneW Europie brak innych gatunków kopytnika na stanowiskach naturalnych. W Europie środkowej uprawiane są niektóre gatunki w pełni mrozoodporne: kopytnik kanadyjski (Asarum canadense) i długopłatkowy (A. caudatum). Pierwszy wyróżnia się jasnozielonymi i miękkimi w dotyku (satynowymi) liśćmi. Drugi z podanych gatunków ma żłobioną wierzchnią powierzchnię blaszki liściowej (części blaszki między wiązkami przewodzącymi są wypukłe) oraz listki okwiatu są wyciągnięte w długie i wąskie kończyki. Spośród gatunków rodzimych dla Europy kopytnika można pomylić z bluszczem pospolitym, przylaszczką pospolitą i silnie rosnącymi okazami bluszczyka kurdybanka.

## Biologia

### Rozwój
Roślina zimozielona. Kwitnie od marca do maja. W czerwcu dojrzewa i torebka rozpada się, uwalniając nasiona. We wrześniu i październiku powstają pączki na rok następny. Kopytnik rośnie wolno, w ciągu roku do kilkunastu centymetrów, według niektórych źródeł, prawdopodobnie w wyjątkowo dobrych warunkach, nawet do ponad pół metra.

### Biologia rozmnażania
Zarówno kwiat, jak i cała roślina, a szczególnie kłącze, wydziela specyficzny pieprzowo-aromatyczny zapach (bywa określany jako przypominający zapach kamfory) zwabiający głównie padlinożerne i żywiące się grzybami muchówki, dokonujące zapylenia. Kwiaty są przedsłupne, co utrudnia samozapylenie. W rozwijających się kwiatach pręciki odchylają się szeroko na boki odsłaniając znamiona słupka i ułatwiając do niego dostęp. Po zapyleniu pręciki wewnętrznego okółka zaginają się i haczykowatymi wyrostkami zasłaniają znamiona słupka, udostępniając owadom otwierające się na zewnątrz pylniki. W przypadku, gdy nie nastąpi zapylenie krzyżowe dochodzi jednak do samozapylenia. W efekcie gatunek określany jest jako bardzo płodny – większość kwiatów zawiązuje owoce obfitujące w nasiona. Nasiona roznoszone są przez mrówki (myrmekochoria) wabione przez elajosomy. Podczas przenoszenia nasion do mrowisk ich część jest opuszczana, dzięki czemu gatunek się rozprzestrzenia.
Kopytnik rozmnaża się także wegetatywnie (klonalnie). Kłącze kopytnika rośnie nie tylko z pączka szczytowego, ale także tworzy nowe odgałęzienia z pączków bocznych i z pączków rozwijających się w kątach łusek na ubiegłorocznych fragmentach kłącza. Rozgałęzienia kłącza z czasem tracą kontakt z powodu mechanicznego przerwania kłącza lub w wyniku stopniowego rozkładu starszych jego części. W każdym wypadku dochodzi do fragmentacji genetu.

### Cechy fitochemiczne
Cała roślina zawiera piekący olejek eteryczny, przy czym najwięcej (ok. 1%) jest go w kłączu, według innych źródeł – w korzeniach (ok. 4%). Roślina wydziela nieprzyjemny, mdły zapach. Głównym składnikiem olejku (osiągającym ponad 30% udziału) jest azaron (C20H26O5) – związek z grupy fenoloeterów. Związek ten stanowi o właściwościach trujących i farmakologicznych kopytnika. Azaron łatwo się ulatnia i wysuszone ziele w miarę przechowywania stopniowo traci aktywność farmakologiczną i toksyczną. Poza tym w skład olejku wchodzą: α-pinen, borneol i inne monoterpeny oraz fenylopropanoidy. Najwięcej olejku stwierdzono w roślinach w okresie od marca do maja, później następował spadek jego ilości i ponowny wzrost w okresie od września do października. Rośliny z Karpat zawierają dwukrotnie więcej olejku niż rośliny rosnące na nizinach. Ziele zawiera poza tym: garbniki, śluz, żywice, skrobię, śladowe ilości glikozydów, kwas cytrynowy, seskwiterpeny, witaminę C, alkohole alifatyczne, flawonoidy (kwercetynę i kwercytrynę), fenolokwasy, sole mineralne (zwłaszcza potasu i krzemu).
Właściwości toksyczneCała roślina, a zwłaszcza kłącza, w szczególności w świeżym stanie, jest trująca. Azaron silnie drażni błonę śluzową – powoduje pieczenie języka i przełyku, kichanie, drażniąc błonę śluzową żołądka powoduje jego bóle i wymioty. W jelitach występują zmiany zapalne. Powoduje krwawienie z macicy, w ciąży nierzadko poronienie. Przy zatruciu dochodzi do upośledzenia samopoczucia i w końcu prostracji. W ciężkich zatruciach występują drgawki, na skórze występują wykwity podobne do róży. W przypadkach skrajnych dojść może do śmierci z powodu porażenia oddechu. Zatrucia kopytnikiem są rzadkie, ale prawdopodobne są przy zażywaniu odwaru w celu wywołania poronienia, mniej przy leczeniu preparatami z kopytnika. Przy zatruciach należy podawać duże ilości wody do picia, zawiesinę węgla aktywnego i wywoływać wymioty. Chronić należy błonę śluzową podając substancje powlekające (np. białko jaja kurzego, kleik ryżowy). Azaron (trans-izoazaron) ma także działanie karcynogenne. Stwierdzono co prawda występowanie ras o odmiennym składzie chemicznym, nie wykazujących działania rakotwórczego, jednak w Polsce są one rzadkie. Przypadki zatruć kopytnikiem zwierząt gospodarskich nie są znane, ponieważ zwierzęta omijają tę roślinę z powodu jej ostrego zapachu i gorzkiego, przykrego smaku.

### Genetyka
Liczba chromosomów wynosi 2n=26. Według Interactive flora of NW Europe także 2n=24, 40.

## Ekologia
Występuje w cienistych lasach i zaroślach, zwłaszcza liściastych, często w towarzystwie leszczyny pospolitej. Kopytnik wymaga gleb żyznych, umiarkowanie wilgotnych, próchniczych, z próchnicą typu mull, o odczynie zasadowym, bogatych w węglan wapnia. Jest rośliną cieniolubną (skiofitem). W górach występuje licznie w reglu dolnym, sporadycznie pojawia się także w reglu górnym. W Tatrach sięga do 1540 m n.p.m., choć liczniejsze stanowiska kończą się na wysokości 1200 m n.p.m. Hemikryptofit. W klasyfikacji zbiorowisk roślinnych gatunek charakterystyczny dla O. Fagetalia. Jest to zarazem roślina charakterystyczna dla siedlisk lasu świeżego (nizinnego, wyżynnego i górskiego), choć występuje nierzadko też na siedliskach lasu wilgotnego. Na stanowiskach w odpowiednich warunkach ekologicznych rośnie zwykle licznie, zajmując znaczne powierzchnie w dnie lasu. W przypadku rozwoju pod okapem gatunków iglastych poszczególne osobniki (genety) mają 3–5 krotnie mniejszą biomasę od odpowiedników rosnących w lasach bukowych.

## Zmienność
Wyróżnia się trzy podgatunki:
- A. europaeum subsp. europaea – podgatunek typowy o zasięgu pokrywającym się z zasięgiem gatunku. Liście na szczycie są ucięte, zaokrąglone lub płytko wgłębione[33], w odróżnieniu od pozostałych podgatunków, liście są od spodu omszone i zwykle szersze niż dłuższe, skórka na górnej stronie liści zwykle bez brodawek[34].
- A. europaeum subsp. caucasicum (Duch.) Soó Acta Bot. Acad. Sci. Hung. 12: 11 (1966) (syn. Asarum ibericum  Steven ex Woronow, A. europaeum var. intermedium C.A. Meyer, A. europaeum var. caucasicum Duchartre) – występuje w południowo-zachodnich Alpach[6]. Ma liście zaostrzone na szczycie, o blaszce kształtu trójkątnego, co najmniej tak długie jak szerokie[35]. Poza tym blaszka liściowa jest naga lub od spodu słabo owłosiona, a ogonki są prawie nagie[36][34], skórka na górnej stronie liści pokryta jest brodawkami[34].
- A. europaeum subsp. italicum Kukkonen & Uotila Ann. Bot. Fenn. 14: 139 (1977) – występuje w środkowych i północnych Włoszech oraz w Czarnogórze[6]. Liście sercowate, zwykle zaostrzone ku szczytowi, od spodu są z rzadka owłosione, od góry bez szparek i z bardzo drobnymi brodawkami[34].

W obrębie podgatunku typowego, występującego w Polsce, wyróżnione zostały dwie formy różniące się kształtem liści. Obok formy typowej (f. europaea) opisana została A. europaeum subsp. europaeum f. pseudocaucasicum Pawł. o liściach ku szczytowi lekko zaostrzonych, poza tym okrągławosercowatych lub tępo, 5-bocznie nerkowatych. Forma występuje zwykle razem z okazami typowymi.

## Nazewnictwo
Polska nazwa zwyczajowa gatunku pochodzi od kształtu liści przypominającego kopyto końskie. Inne nazwy zwyczajowe rzadko pojawiające się w źródłach historycznych, a jeszcze rzadziej w publikacjach współczesnych to: kopyteń, nardus leśny lub narda leśna (w okolicach Sandomierza), nard dziki, kleśniec (w okolicach Białegostoku), polska ipekuana. Nazwa ludowa używana dawniej na Mazowszu to „przykopytnik”, a na Wileńszczyźnie – „obłapa”. Nazwa „kopytnik” jest ustalona w różnych publikacjach począwszy od XV i XVI wieku. Co znamienne – podobna jest ona w brzmieniu w różnych językach słowiańskich.
Nazwa naukowa nadana przez Karola Linneusza składa się z określenia rodzajowego Asarum, wywodzonego od starożytnej nazwy kopytnika, oraz z określenia gatunkowego europaeum oznaczającego „europejski” (występujący w Europie). Słowo ásaron oznaczające kopytnika pojawia się już u Dioskurydesa (I wiek n.e.). Istnieją dwie hipotezy na temat pochodzenia nazwy. Greckie słowo áse oznacza „nudność” i stąd nazwa może nawiązywać do wymiotnych właściwości rośliny. Możliwe też, ze nazwa powstała w wyniku połączenia przedrostka a- oznaczającego zaprzeczenie i słowa sáros oznaczającego gałęzie i w takim wypadku znaczyłaby tyle co „pozbawiony gałęzi”.

## Zagrożenia i ochrona
Największym problemem w utrzymaniu zasobów gatunku w Polsce był masowy zbiór i duże zapotrzebowanie na ziele kopytnika obecne jeszcze w połowie XX wieku. Mimo to gatunek nie został wymieniony na listach gatunków chronionych w rozporządzeniach z lat 1946 i 1957. Korzystne dla kopytnika okazało się wyłączenie tego gatunku z Farmakopei polskiej (wymieniony w III wydaniu z 1954, brak w IV z 1965 i 1970). Paradoksalnie, gdy spadać zaczęło zagrożenie związane z pozyskiwaniem ziela, wycofywanego z oficjalnego lecznictwa, w 1983 roku gatunek został objęty częściową ochroną gatunkową. Współcześnie poza zbiorem ziela z naturalnych stanowisk, stosowanego w lecznictwie ludowym, zagrożeniem dla gatunku jest zastępowanie lasów liściastych monokulturami drzew iglastych oraz presja urbanizacyjna. Ze względu na rzadkość występowania na Pomorzu Zachodnim i na ziemi lubuskiej, wskazuje się jako konieczną ochronę wszystkich tamtejszych stanowisk podczas prac leśnych, poprzez rezygnację z ich wykonywania na stanowiskach kopytnika i w strefie 50 m wokół nich. Korzystna dla kopytnika jest ochrona takich siedlisk przyrodniczych jak łęgi, grądy i buczyny w sieci Natura 2000. Ostatnią podstawą dla częściowej ochrony gatunkowej było Rozporządzenie Ministra Środowiska z dnia 5 stycznia 2012 r. w sprawie ochrony gatunkowej roślin. Od 2014 roku nie podlega ochronie prawnej.
Kopytnik w Polsce nie jest wymieniany na czerwonych listach i w czerwonych księgach roślin zagrożonych. Jako gatunek zagrożony (vulnerable – VU) wymieniony jest na liście roślin wymarłych i wymierających w Finlandii, gdzie ma izolowane stanowiska na północnej granicy zasięgu.

## Zastosowanie

### Roślina ozdobna
Gatunek uprawiany jest jako roślina ozdobna. Stosowany jest jako efektowna przez cały rok roślina okrywowa w miejscach cienistych, np. pod drzewami i krzewami. Na żyznej, próchnicznej glebie tworzy z czasem zwarty, żywozielony kobierzec. Można go łączyć z innymi cieniolubnymi roślinami – paprociami, wiosennymi roślinami cebulowymi, przytulią wonną.

### Roślina lecznicza
Współcześnie kopytnik w zasadzie nie jest wykorzystywany w medycynie lub jest rzadko używany z powodu toksyczności. Dostępny jest preparat przeciwkaszlowy Azarina i wciąż jest w użyciu w homeopatii. Bywa też stosowany w medycynie ludowej jako niekiedy skuteczny środek poronny oraz jako środek odwykowy w leczeniu alkoholizmu (kopytnik dodany alkoholikom do wódki obrzydzać ma pijaństwo powodując nudności i wymioty). Używany jest jako środek wymiotny w weterynarii.
HistoriaTradycja zastosowań leczniczych kopytnika sięga co najmniej starożytności – o kopytniku pisali: Pedanios Dioskurydes, Galen i Pliniusz Starszy. W średniowieczu, za panowania Karola Wielkiego gatunek ten znany był jako vulgaginum, opisywany przez Paracelsusa i później przez Matthiolusa. W farmakopei z 1633 kopytnik wymieniony został jako składnik dziewięciu preparatów. Stosowany był jako środek wymiotny, aż do czasu odkrycia i wprowadzenia do stosowania ipekakuany prawdziwej (zwanej wymiotnicą). Ponieważ proszek z wysuszonego kopytnika wywołuje kichanie, dodawany był niegdyś do leczniczych tabak stosowanych w nieżytach nosa i bólach głowy. W lecznictwie ludowym stosowany był przy różnych schorzeniach w postaci nalewki spirytusowej – leczono nią gruźlicę, migreny, wysoką gorączkę. Odwar z kopytnika z dodatkiem kminku podawano przy żółtaczce, a jako środek wzmacniający i uspokajający także przy schorzeniach serca oraz słabym dzieciom. Odwar stosowany w formie okładów na czoło miał przynosić ulgę przy bólach głowy, a odwarem z liści leczono stany zapalne oczu. Mieszaniną liści kopytnika z octem nacierano także miejsca zaatakowane przez świerzb. Skład chemiczny asaronu poznany został dzięki pracom z lat 1884 i 1888 Aleksandra Butlerowa i B. Rizza, a sama jego obecność w olejku kopytnikowym znana była już od 1814 za sprawą Christopha Heinricha Pfaffa.
Surowiec zielarskiKłącze (Rhizoma Asari) zawiera olejki eteryczne, sole mineralne, związki cukrowcowe. Sproszkowanie ziele wraz z kłączem (Herba Asari cum radicibus) wchodzi w skład preparatu Azarina oraz wykorzystywane jest do tworzenia Tinctura Asari. W homeopatii wykorzystuje się esencję ze świeżych kłączy wraz z korzeniami. Samuel Hahnemann ustalił zalecane rozcieńczenia C12 lub C15, co oznacza kolejne 12- lub 15-krotne rozcieńczenie soku z kłącza w proporcji 1:100.
DziałanieMa właściwości wymiotne na skutek silnego drażnienia błony śluzowej (wymiotnie działają już dwie łyżki ziela na szklankę odwaru). Działa przede wszystkim wykrztuśnie, pobudzając wydzielanie śluzu. Ułatwia jego usuwanie z górnych dróg oddechowych, a także żołądka i jelit. Stosowany jest w nieżytach górnych dróg oddechowych, zwłaszcza w przypadkach, gdy zalega w nich sucha wydzielina. Ziele działa także moczopędne, przeczyszczająco. Wzmacnia siłę skurczy serca (efekt inotropowy dodatni). Okłady ze zmiażdżonych, świeżych liści przynoszą ulgę przy urazach ciała (np. zwichnięciach).
Dawkowanie i przeciwwskazaniaŚciśle według wskazań lekarza – większe dawki powodują wystąpienie objawów szkodliwych (pierwszym objawem są nudności). Ziele i jego preparaty nie może być stosowane przez kobiety w ciąży (zagrożenie poronieniem) oraz przez chorujących na astmę oskrzelową.
Zbiór i suszenieZbiór należy wykonywać w miejscach masowego występowania kopytnika i w taki sposób by pozostawić na stanowisku rośliny do odbudowania populacji. Liście zbiera się od sierpnia, kłącza wczesną wiosną i jesienią. Inne źródła podają, że zbioru całych ziół z kłączami dokonuje się od maja do września. Surowiec zbierać należy w dni pogodne, ponieważ zebrany po deszczu zupełnie czarnieje i traci wartość handlową. Podobnie dzieje się przy ugniataniu zebranego surowca. Surowiec suszy się w przewiewnych, zacienionych i przykrytych miejscach cienkimi warstwami, unikając przewracania (łatwo kruszeje). Ze względu na kruchość suchych ziół należy ostrożnie sortować i pakować surowiec. Zbiór całego ziela wraz z korzeniami daje zróżnicowany plon z hektara, od kilkunastu do 413 kg/ha, średnio ok. 100 kg masy suchego ziela. Kopytnika można pozyskiwać z upraw od trzeciego roku od posadzenia roślin, przy czym pozostawić należy część roślin do rozmnożenia i utrzymania uprawy.

### Roślina jadalna
Mimo trujących właściwości kopytnika oraz dominujących ocen smaku i zapachu określających je jako nieprzyjemne, gorzkie i mdłe – istnieją źródła uznające ten gatunek za wartościową, aromatyczną przyprawę. Dodanie fragmentu kłącza do potrawy nadawać ma jej imbirowego, gorzkiego aromatu, nie wywołując przy tym negatywnych objawów zdrowotnych.

## Uprawa

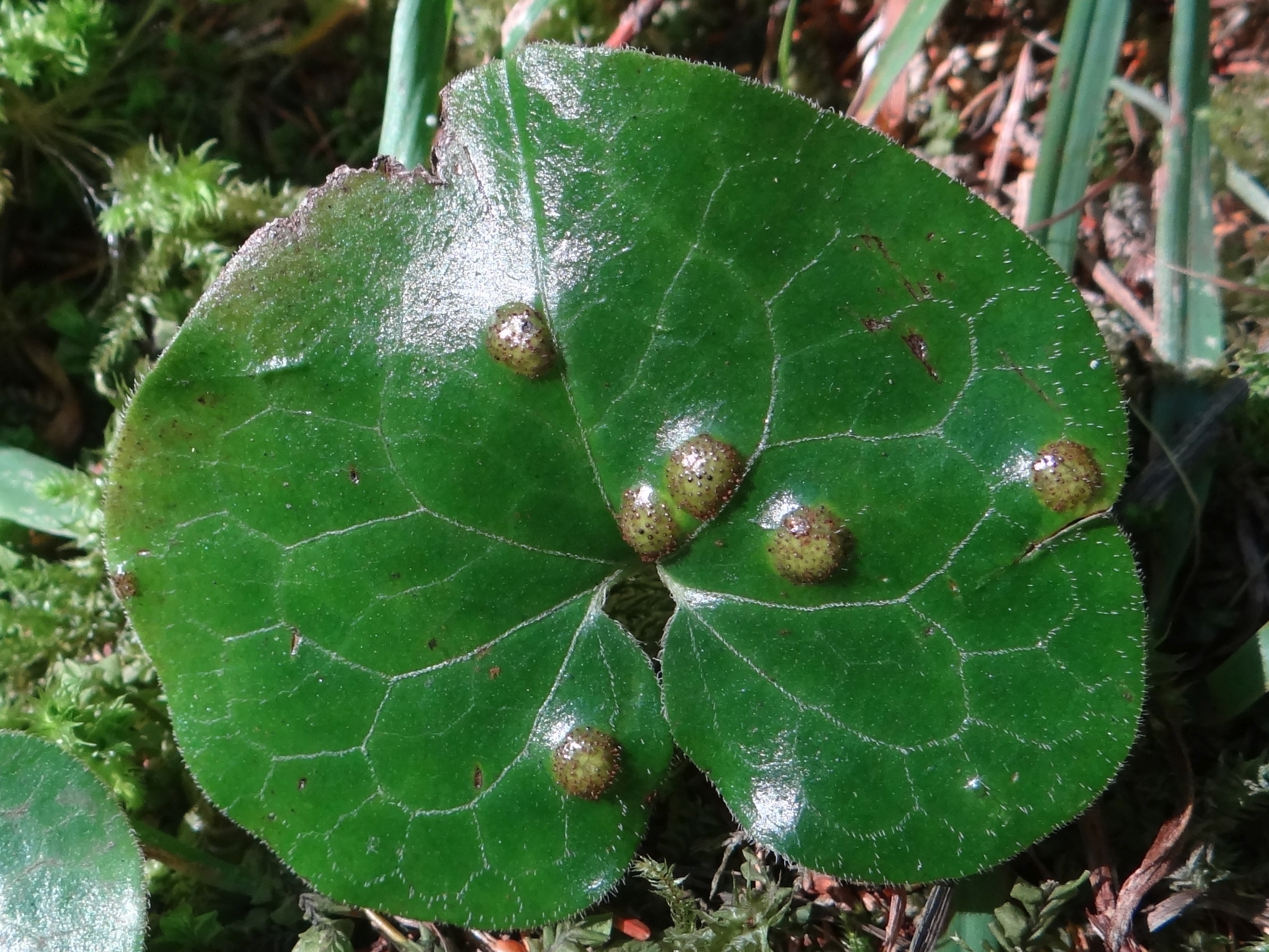
Pęcherze na liściu kopytnika porażonego rdzą Puccinia asarina

Gatunek uprawiany jest jako roślina okrywowa oraz w półuprawach na terenach leśnych, w celu zwiększenia jej zasobów wykorzystywanych później do zbioru w celach leczniczych.
WymaganiaRoślina bardzo tolerancyjna wobec zacienienia – znosi nawet bardzo silne. Wymaga gleb próchnicznych, najlepiej wapiennych. Źle znosi silne nasłonecznienie i suszę. Z tego też powodu gatunek określany jako możliwy do stosowania w runie zadrzewień i parków „chociaż z pewnymi trudnościami”.
PielęgnacjaW czasie suszy wymaga podlewania. Ze względu na powolny wzrost, chronić należy kopytnika przed zagłuszeniem przez inne rośliny, zwłaszcza w półuprawach leśnych. Mimo że jest rośliną mrozoodporną, wskazane jest pozostawienie roślin na zimę pod okrywą opadłych liści lub obsypanie jesienią ziemią kompostową lub liściową.
RozmnażanieŁatwo rozmnaża się przez sadzonki składające się z fragmentów kłącza wraz z ulistnionymi pędami. Zaleca się pozyskanie sadzonek wiosną lub jesienią. Szanse na przyjęcie młodych roślin zwiększa uprawa sadzonek w doniczkach z żyzną, wilgotną ziemią, umieszczonych w półcieniu w szklarni. Młode rośliny rosną wolno. Do gruntu zaleca się wysadzać osobniki mocniejsze, już dobrze ukorzenione. Przy rozmnażaniu roślin z nasion zaleca się ich wysiew do inspektu latem, bezpośrednio po pozyskaniu. W przypadku nasion przechowywanych, do skiełkowania wymagają one trzech tygodni chłodnej stratyfikacji, a wysiew najlepiej zrobić na przedwiośniu. Nasiona kiełkują po kilku tygodniach w temperaturze ok. 18 °C. Siewki najlepiej jest rozsadzić do doniczek i przez pierwszy rok uprawiać w półcieniu w szklarni.

## Szkodniki i choroby
Roślina odporna na choroby i w zasadzie nie zjadana przez zwierzęta z powodu przykrego smaku oraz trujących właściwości. Liście bywają atakowane przez grzyb (rdzę) Puccinia asarina Kunze (syn. Micropuccinia asarina (Kunze) Arth. & Jackson; Arth.). W miejscach porażonych tworzą się wklęsłe lub wypukłe drobne plamki, brązowo kropkowane, z teliosporami grzyba. Grzyb ten podany został jako zawleczony do Europy (obecnie tu rozpowszechniony), przy czym pierwotnie miał występować na dwóch gatunkach kopytników występujących we wschodniej części Ameryki Północnej. Problem stanowić mogą również jedynie ślimaki nagie (z rodzin pomrowcowatych i ślinikowatych). Kobierce kopytnika uprawiane w Ameryce Północnej są atrakcyjnym miejscem dla węży.

## Obecność w kulturze
Z ziela kopytnika i przywrotnika pospolitego oraz niekiedy z innych ziół oraz kwiatów, do tej pory, szczególnie w rejonach wiejskich przygotowuje się wianki, które zostają poświęcone w czwartek, kończący oktawę Bożego Ciała. Na wsiach wierzono, że poświęcone wianki, powieszone na ścianie domostwa, odpędzają pioruny, chronią przed gradem, ogniem i innymi nieszczęściami. Podczas silnych burz palono poświęcone ziele oraz suchy chleb, który święcono z okazji obchodów wielkiej nocy. Zioła z wianków stosowano też jako lekarstwo na różne choroby u ludzi i zwierząt.
Kopytnikiem i lipowym łykiem obwiązywano krowom rogi, przytwierdzano ziele do ogona i okadzano nim by wzmóc ich mleczność i strzec je od czarów. Kopytnik dodawano do ziół święconych w święto Matki Boskiej Zielnej. Na Śląsku kopytnik był zbierany w czasie przybywającego Księżyca ze słowami „Nawarzym se kopytnika, abym miała zalotnika” i następnie gotowany w szczelnie zamkniętym garnku glinianym. Skropienie się takim odwarem miało niezawodnie pomagać w spodobaniu się komuś.